# West Coast Customs
 (novembre 2021).
Si vous disposez d'ouvrages ou d'articles de référence ou si vous connaissez des sites web de qualité traitant du thème abordé ici, merci de compléter l'article en donnant les références utiles à sa vérifiabilité et en les liant à la section « Notes et références ».
West Coast Customs (WCC) est une entreprise et atelier de réparation automobile spécialisée dans la personnalisation de véhicules.

## Historique
Fondée par Ryan Friedlinghaus et Quinton Dodson en 1994 et basée à Burbank en Californie, l'entreprise a gagné en notoriété en raison de commandes de célébrités, ainsi que de sa présence dans les programmes de télé-réalité Pimp My Ride et Street Customs (pt).